# Jezioro meromiktyczne

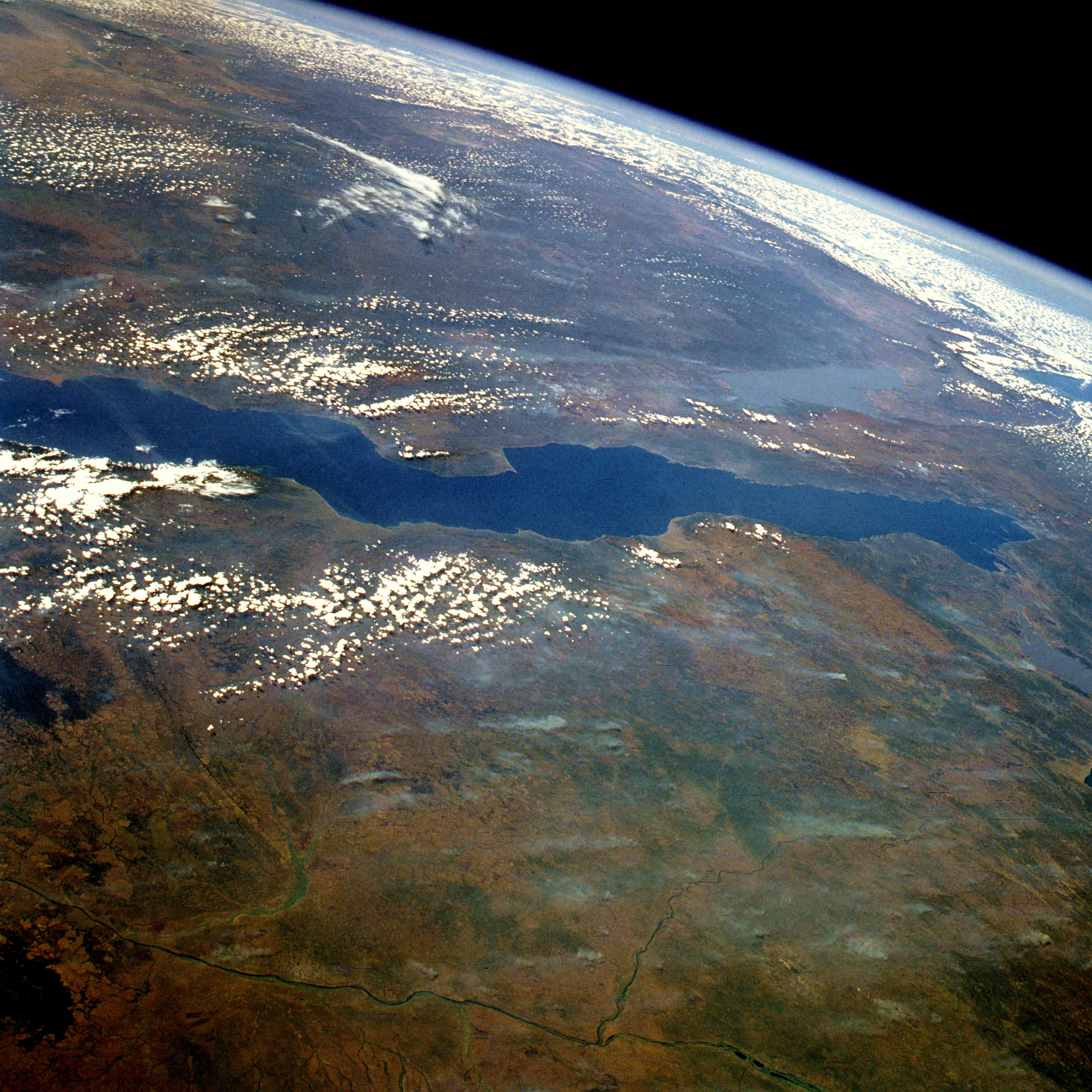
Jezioro Tanganika widziane z kosmosu. Większość głębokich jezior strefy równikowej to jeziora meromiktyczne.

Jezioro meromiktyczne – stratyfikowane jezioro, w którym nie dochodzi do mieszania się wód pomiędzy wodą z górnej warstwy (miksolimnionu) toni wodnej a wodą z dolnej warstwy (monimolimnionu). Przyczyną braku mieszania wód od dna do powierzchni jest większa gęstość wód monimolimnionu, wynikająca z większej zawartości rozpuszczonych soli mineralnych lub niższej temperatury wody.

## Pochodzenie terminu
Termin wprowadził Ingo Findenegg w 1935 roku, dla określenia jezior, których warstwy wody nie mieszają się, i odróżnienia ich od jezior holomiktycznych, a więc takich, w których, przynajmniej okresowo, woda miesza się swobodnie w całym słupie – od dna do powierzchni. Zastosowanie terminu w limnologii ugruntował Hutchinson, jest on powszechnie stosowany w typologii jezior.

## Geneza i struktura
W większości jezior różnice w gęstości poszczególnych warstw wody, przynajmniej okresowo w ciągu roku, nie są na tyle duże, by wiatr nie mógł wymusić mieszania w całym słupie wody. W pewnych warunkach gradient gęstości może jednak stać się na tyle duży, by wytworzyć stabilną stratyfikację wód jeziora. Masy wody w dolnej warstwie przez cały rok mają wówczas większą gęstość niż masy wód w górnej warstwie, np. z powodu niższej temperatury lub większej zawartości rozpuszczonych soli mineralnych, w rezultacie masy wód z dolnej warstwy ulegają izolacji i nie dochodzi do mieszania się mas wód obydwu warstw. Dolną warstwę wód jezior meromiktycznych określa się jako monimolimnion, a górną jako miksolimnion. Obydwie warstwy są rozdzielone przez stromy gradient temperatury lub zasolenia – określany jako chemoklina. Warstwa wody, obejmująca chemoklinę, jest czasami określana jako osobna warstwa – chemolimnion.

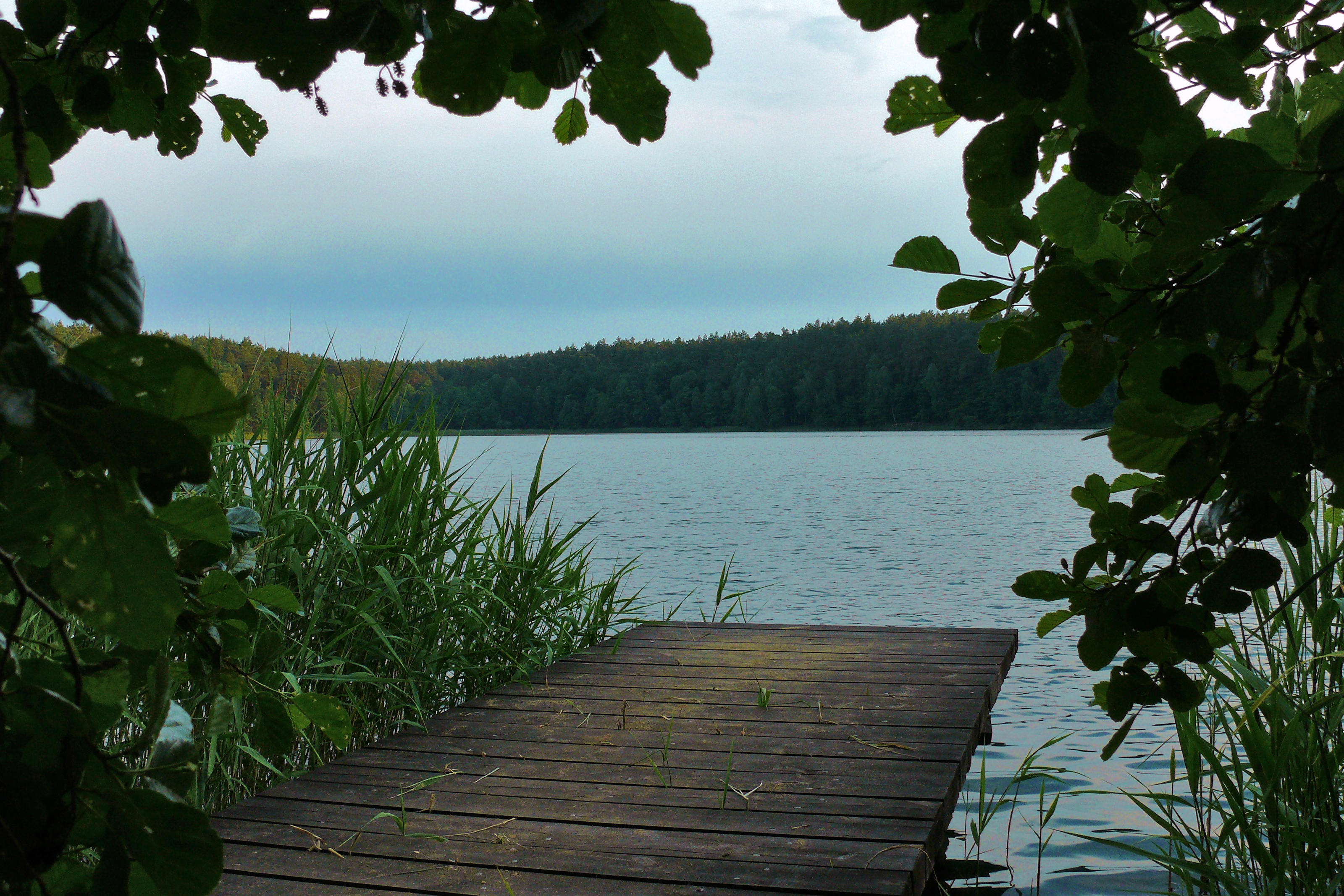
W Polsce także występują jeziora meromiktyczne: meromiktyczne jezioro Czarnka w Drawieńskim Parku Narodowym.

Jeziora meromiktyczne są rzadkie. Do lat 70. XX wieku znano zaledwie kilkadziesiąt jezior tego typu. Wraz z lepszym poznaniem hydrografii jezior liczba rozpoznanych jako meromiktyczne zwiększa się. Szacuje się, że jedno na osiemset jezior jest jeziorem tego typu.

## Charakterystyka

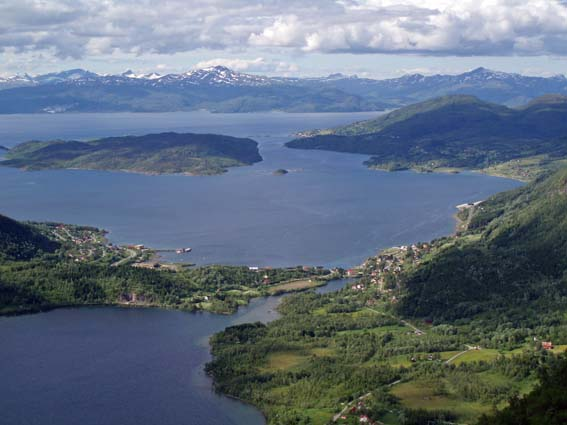
Jezioro Strandvatnet: meromiktyczne jezioro powstałe przez odcięcie części fiordu od morza – widać przesmyk oddzielający jezioro od leżącego w głębi Ofotfjordu.

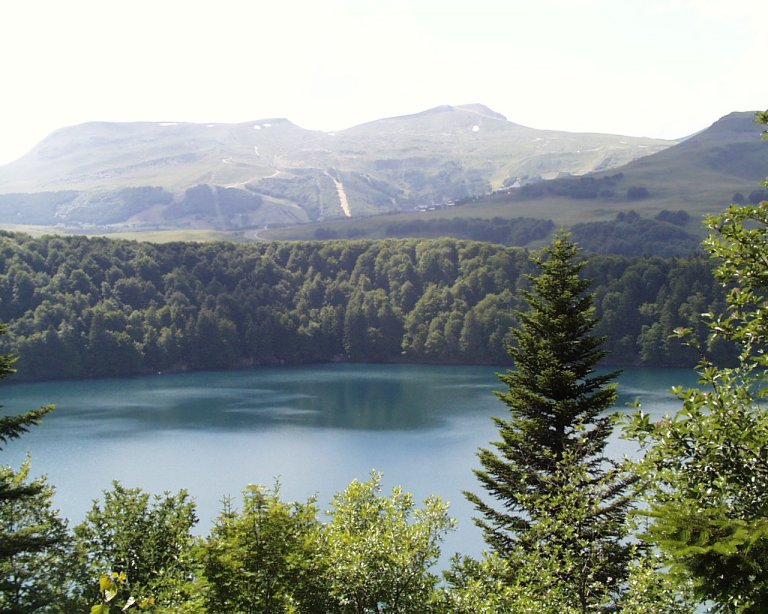
Jezioro Lac Pavin: meromiktyczne jezioro w kraterze wulkanu.

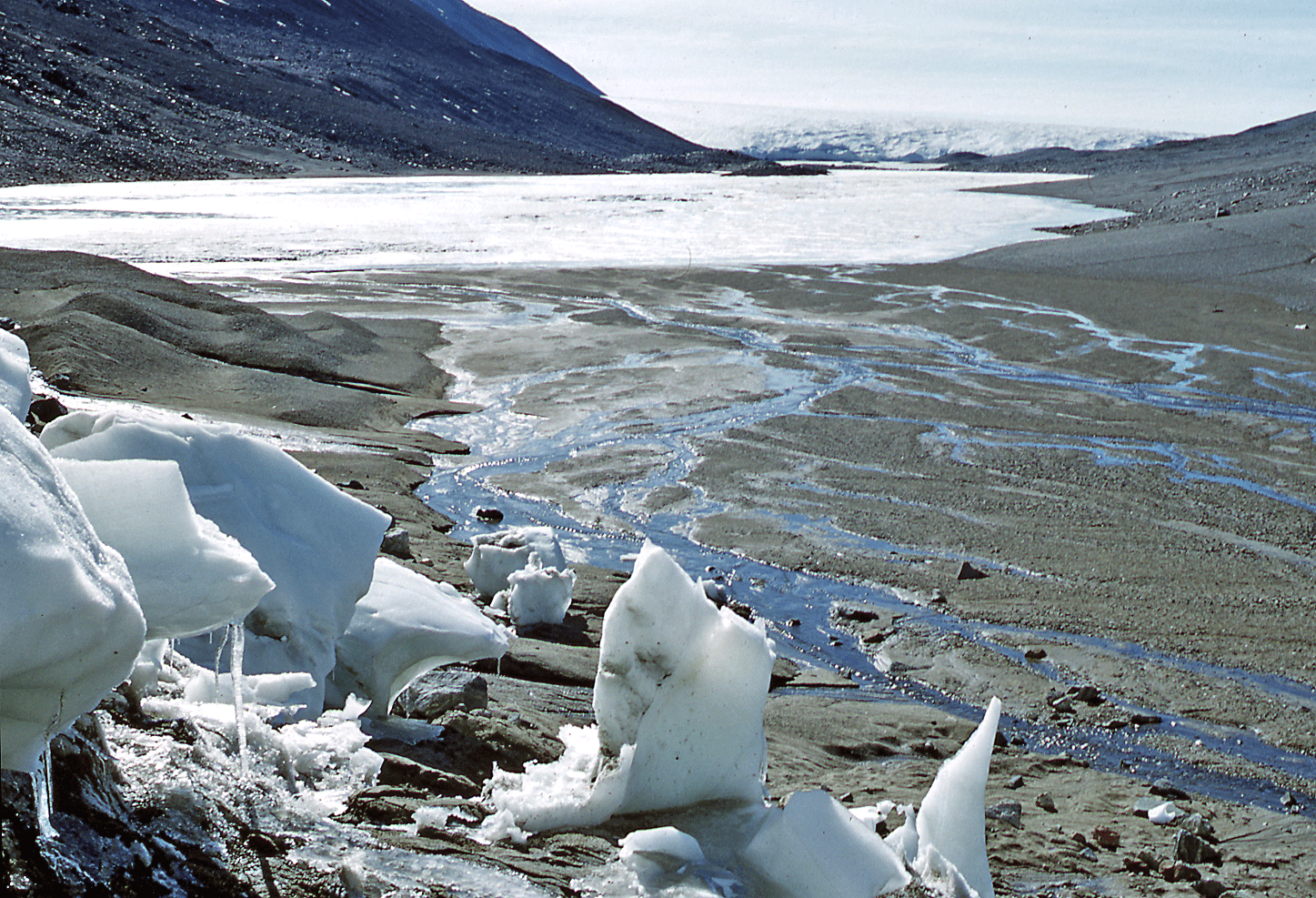
Jezioro Bonney na Antarktydzie – meromiktyczne jezioro typu kriogenicznego.

Cechą często obserwowaną w jeziorach meromiktycznych i odróżniającą je od jezior monomiktycznych i dimiktycznych, jest trwająca przez cały rok inwersja termiczna – zalegająca głębiej warstwa wody jest cieplejsza niż warstwa powierzchniowa. Wynika to z tego, że ciepło słoneczne, po przejściu przez słodkowodny miksolimnion, ulega akumulacji w wodach chemo- i monimolimnionu, które są na tyle słone, że pomimo wyższej temperatury (zobacz: stratyfikacja termiczna wody w jeziorze) ciągle są gęstsze niż chłodniejsze, ale mniej słone wody warstwy powierzchniowej. Ta różnica temperatur może przekraczać 50 °C. W meromiktycznym jeziorze Hot Lake w stanie Waszyngton wody monimolimnionu nawet zimą są cieplejsze o ok. 30 °C od zamarzających wód powierzchniowych. Wody monimolimnionu jezior meromiktycznych cechuje bardzo niski potencjał redoks, osiągając jedne z najniższych wartości obserwowanych w naturalnych zbiornikach wodnych.
W związku z tym, że wody monimolimnionu nie mieszają się z wodami powierzchniowymi, a jednocześnie zasilane mogą być przez wody zawierające zredukowane związki organiczne lub związki siarki, często cechuje je hypoksja lub anoksja. Gradienty stężenia tlenu (i inne z nimi związane) są w konsekwencji znacznej stabilności chemokliny znacznie ostrzejsze niż w jeziorach holomiktycznych. Z racji kontaktu z osadami dennymi bogatymi w substancje organiczne, zawierać mogą dużo rozpuszczonych gazów, takich jak siarkowodór, metan, dwutlenek węgla. Miksolimnion może zachowywać się tak, jak epilimnion w typowym zbiorniku holomiktycznym: ulegać sezonowo stratyfikacji termicznej, jego wody mogą okresowo podlegać mieszaniu przez wiatr.

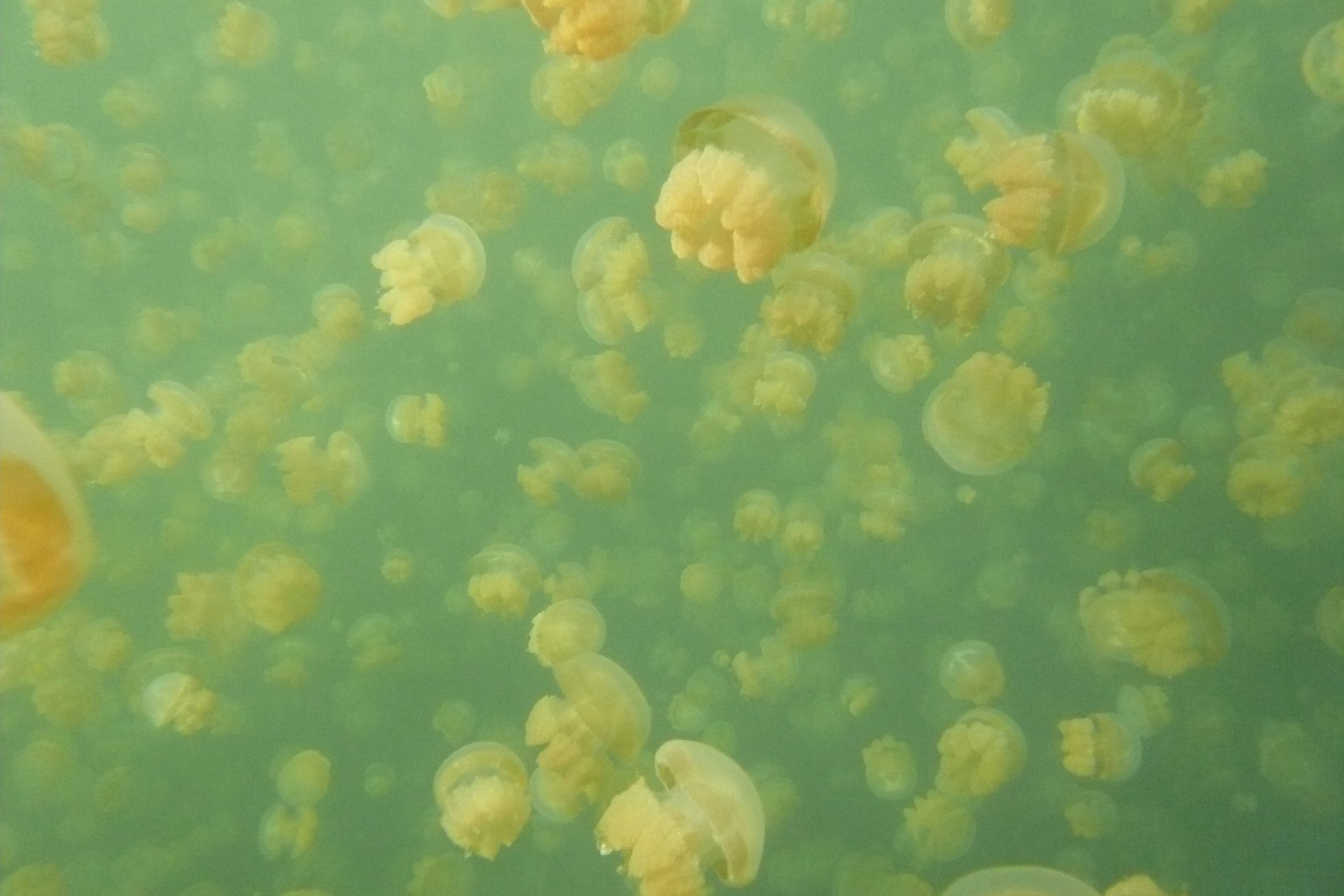
Meduzy zasiedlające miksolimnion meromiktycznego jeziora Jellyfish Lake.

Jeziora meromiktyczne stanowią specyficzne siedlisko dla organizmów. W związku z tym, że wody monimolimnionu są zwykle odtlenione i zawierają toksyczne dla większości organizmów gazy (takie jak np. siarkowodór), są ubogie w organizmy. Jedynie niektóre bakterie, pierwotniaki, nicienie oraz larwy muchówek mogą przez dłuższy czas bytować w takich wodach. Zarazem wąska strefa chemolimnionu stwarza warunki dla często masowego rozwoju populacji mikroorganizmów, posiadających odpowiednie adaptacje do korzystania z różnic potencjału redoks pomiędzy natlenionym miksolimnionem a bogatym w zredukowane związki monimolimnionem. Wysoka zawartość pierwiastków biogennych, takich jak fosfor i azot, w monimolimnionie powoduje, że populacje te mogą osiągać lokalnie bardzo wysokie zagęszczenia. W strefie chemolimnionu, o ile ilość światła jest wystarczająca do prowadzenia fotosyntezy, odpowiednie warunki bytowania znajdują purpurowe bakterie siarkowe, nad nimi występują zielone bakterie siarkowe, na nich mogą z kolei żerować organizmy wyższych poziomów troficznych, takie jak np. pelagiczne skorupiaki.

## Podział
W zależności od tego, jaka jest przyczyna zwiększenia gęstości dolnych partii wód, jeziora meromiktyczne dzielono początkowo na:
- ektogeniczne, w których powodem meromiksji jest powierzchniowy napływ zasolonych wód do jeziora słodkowodnego lub wody słodkiej do słonego jeziora. Napływ morskiej wody spowodowany szczególnie wysokimi pływami lub silnym sztormem jest częstą przyczyną powstawania meromiksji w jeziorach przybrzeżnych. Podobna sytuacja może nastąpić w konsekwencji działań człowieka, np. gdy słodkowodne jezioro połączone zostanie kanałem z morzem, lub w niewielkich jeziorach na obszarach zurbanizowanych, wskutek spływu wód powierzchniowych, zasolonych w wyniku wysypywania soli na drogi w celu ich odśnieżenia. Wytworzenie meromiksji w konsekwencji napływu wody słodkiej na zasoloną jest częste na obszarach w suchym, gorącym klimacie, gdy słodka woda deszczowa po silnych opadach napływa do jezior, których woda jest uprzednio zasolona wskutek silnego parowania lub rozpuszczania osadów soli, zalegających dno niecki jeziora. Jezioro tego typu może również powstać wskutek ruchów tektonicznych, jak w przypadku jeziora Tokke w Norwegii, będącego częścią fiordu, wyniesionego o około 60 metrów ponad poziom morza, a następnie zalanego przez wody opadowe[18].
- krenogeniczne, w których zasolenie wód głębinowych wynika z dopływu soli ze słonych źródeł(inne języki) na dnie jeziora. Napływająca solanka wypiera słodką wodę, głębokość i miąższość chemolimnionu stabilizuje się wówczas w zależności od tempa napływu solanki, rożnic zasolenia oraz podatności wody w miksolimnionie na mieszanie przez wiatr[18].
- biogeniczne, w których sole mineralne, zawarte w monimolimnionie, pochodzą z rozkładu i rozpuszczania osadów dennych jeziora. Zazwyczaj akumulacja soli, uwalnianych z osadów dennych podczas stagnacji letniej, nie jest na tyle duże, by zapobiec mieszaniu wód w całym słupie w następnym epizodzie homotermii. Jednak w pewnych warunkach, w przypadku głębokich jezior o względnie małej powierzchni, zwłaszcza takich położonych w strefie o gorącym klimacie, gdzie wody powierzchniowe nie mogą wyziębić się na tyle, by doprowadzić do homotermii w całym słupie, oraz jezior osłoniętych od wiatru, akumulacja soli może trwać na tyle długo, by w toni jeziora zaistniała meromiksja, początkowo okresowa, w miarę upływu czasu – trwała[19]. Większość głębokich jezior strefy równikowej (m.in. Tanganika, Malawi) zaliczana jest do jezior meromiktycznych tego typu[12]. Także w chłodnym klimacie mogą zaistnieć warunki, w rezultacie których dimiktyczne jezioro ulegnie przekształceniu w jezioro czasowo lub trwale meromiktyczne. Takie przypadki mogą mieć miejsce w latach o szczególnie długich i mroźnych zimach, po których następuje raptowne roztopienie pokrywy lodowej i ocieplenie warstw powierzchniowych – wówczas wiosenne mieszanie może nie dojść do skutku lub być na tyle słabe, że akumulacja soli uwalnianych z osadów w dolnych warstwach jeziora może trwać cały rok, powodując powstanie stabilnego monimolimnionu[20].

W zmodyfikowanej wersji zaproponowano wyróżnienie pięciu typów jezior meromiktycznych, które zgrupowano w obrębie dwóch głównych klas, w zależności od tego czy główną przyczyną meromiksji jest czynnik zewnętrzny w odniesieniu do basenu jeziora (meromiksja ektogenna) czy wewnętrzny (meromiksja endogenna):
- typ I (meromiksja ektogenna) – częściowe mieszanie spowodowane powierzchniowym wlewem wód słodkich na istniejący zbiornik słonowodny lub powierzchniowym wpływem słonej wody do istniejącego zbiornika słodkowodnego. W tym typie wyodrębniono dwa podtypy: Ia – obejmujący zbiorniki śródlądowe, w których dopływ zasolonej wody nie pochodził z mórz (np. Lower Goose Lake w stanie Waszyngton), oraz Ib – obejmujący zbiorniki przymorskie, w których dopływ zasolonej wody stanowiła woda morska (np. Nitinat Lake(inne języki) w Kolumbii Brytyjskiej).
- typ II (meromiksja ektogenna) – częściowe mieszanie spowodowane powierzchniowymi spływami mętnych wód np. po odlesieniu zlewni (np. jezioro Längesee w Austrii)
- typ III (meromiksja ektogenna) – częściowe mieszanie spowodowane dopływem wód podziemnych, zasolonych lub słodkich (np. jezioro Sinmiyo w Japonii)
- typ IV (meromiksja endogenna) – częściowe mieszanie wynikające z morfometrii jeziora i charakterystyki zlewni (duża głębokość jeziora przy małej powierzchni, powierzchnia osłonięta od wiatru), wzmacniane przez rosnące zasolenie dolnych partii jeziora w wyniku zachodzących tam procesów rozkładu materii.
- typ V (meromiksja endogenna) – częściowe mieszanie spowodowane gromadzeniem się na dnie solanki, pochodzącej z wymrażania soli mineralnych podczas zamarzania wody (np. Algal Lake(inne języki) na Antarktydzie)[6]. Ten typ jezior, występujących w strefie polarnej, określa się także mianem jezior meromiktycznych pochodzenia kryogenicznego[16].

Wraz z rozwojem nauki i rozpoznaniem nowych jezior meromiktycznych stało się jasne, że istnieje całe spektrum stadiów przejściowych pomiędzy wyróżnionymi w powyższych systemach typami jezior meromiktycznych, co powoduje problemy klasyfikacyjne. Stąd niektórzy limnolodzy modyfikują powyższe systemy tak, by lepiej odpowiadały lokalnym warunkom. Ponadto wiadomo, że istnieje również szereg stadiów przejściowych pomiędzy jeziorami z pełnym i niepełnym mieszaniem słupa wody, co interpretowano jako konsekwencję ewolucji jezior. Na podstawie zapisów paleolimnologicznych zidentyfikowano jeziora, które powstały jako typowo meromiktyczne, lecz z biegiem czasu ulegały stopniowo przekształceniu w holomiktyczne. Odkryto także jeziora, które okresowo są meromiktyczne, a okresowo – holomiktyczne, przy czym epizody holomiksji (lub meromiksji) mogą następować regularnie bądź nieregularnie co kilka lub kilkanaście lat. W związku z tym zaproponowano, by za jeziora meromiktyczne sensu stricto uważać takie jeziora, w których stratyfikacja utrzymuje się stale i nigdy nie następuje mieszanie, zaś jeziora, w których trwała stratyfikacja utrzymuje się przez większość czasu w historii jeziora (>50% lat) określać jako jeziora meromiktyczne sensu lato.

## Zagrożenia dla człowieka

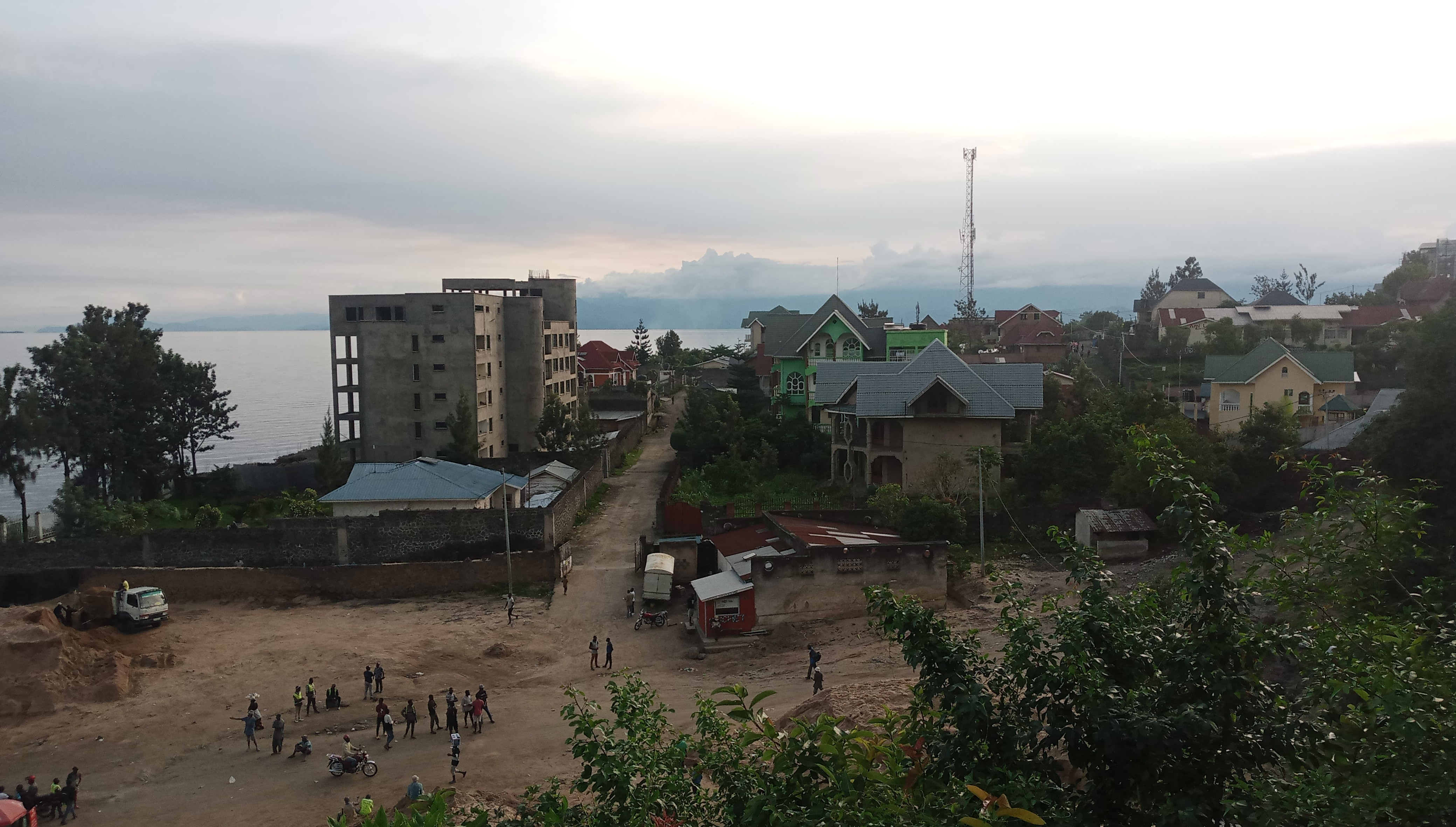
Mieszkańcy osiedli położonych nad meromiktycznym jeziorem Kivu są zagrożeni możliwością erupcji limnicznej.

W związku z tym, że w niektórych jeziorach meromiktycznych w monimolimnionie i chemolimnionie dochodzi do gromadzenia się toksycznych gazów, takich jak siarkowodór czy dwutlenek węgla, nurkowanie w akwalungu wiąże się z ryzykiem przezskórnego zatrucia tymi gazami. W niektórych jeziorach meromiktycznych, gdzie sytuacja taka jest rozpoznana, nurkowanie jest zakazane (np. w Jellyfish Lake).
Monimolimnion jezior meromiktycznych, położonych w strefie klimatu gorącego na terenach aktywnych wulkanicznie, może być zasilany przez powstające w procesach geochemicznych gazy wulkaniczne (dwultlenek węgla, metan). Rozpuszczone gazy mogą wpływać na gradient zagęszczenia w słupie wody. W skrajnym przypadku, gdy zewnętrzny czynnik (np. trzęsienie ziemi, nietypowe warunki pogodowe, obsunięcie ziemi do jeziora) zaburzy równowagę w jeziorze z monimolimnionem przesyconym gazami, może dojść do erupcji limnicznej, w rezultacie której gazy te zostaną uwolnione do atmosfery. Odnotowano dwa przypadki erupcji limnicznych w jeziorach meromiktycznych (w jeziorze Nyos i w jeziorze Monoun), w wyniku których zatruciu uwolnionymi gazami ulegli ludzie mieszkający w sąsiedztwie tych jezior. Zagrożone skutkami erupcji limnicznej jest także blisko 2 miliony ludzi zamieszkujących na brzegami meromiktycznego jeziora Kiwu.